# Vocea Rusiei
Vocea Rusiei a fost o companie multimedia de stat, continuatoare a postului „Radio Moscova”, care a transmis peste hotare între 29 octombrie 1929 - 9 noiembrie 2014. La 10 noiembrie 2014 postul Vocea Rusiei a fost înlocuit cu Radio Sputnik, parte a platformei multimedia   Sputnik News operată de Rossiya Segodnya.
Postul de radio contemporan „Vocea Rusiei” a emis pe Internet în limba rusă și în 38 de limbi străine. Site-ul „Vocea Rusiei”, care cuprinde peste 500 de rubrici, este citit de internauți din 110 țări ale lumii. Internauții au acces la emisia prin satelit, prin telefonul mobil, prin fișiere în format audio, video și multimedia. Difuzarea emisiunilor în limba română pe unde lungi și scurte a început pe 21 martie 1941. Din aprilie 2009, „Vocea Rusiei” în limba română emite doar pe Internet. 
Sarcinile companiei sunt de a prezenta publicului informații operative, exacte și autentice cu privire la evenimentele din lume, de a familiariza comunitatea mondială cu viața din Rusia, de a purta un dialog cu conaționalii de peste hotare și de a contribui la popularizarea culturii și limbii ruse.